# Radboud Universiteit

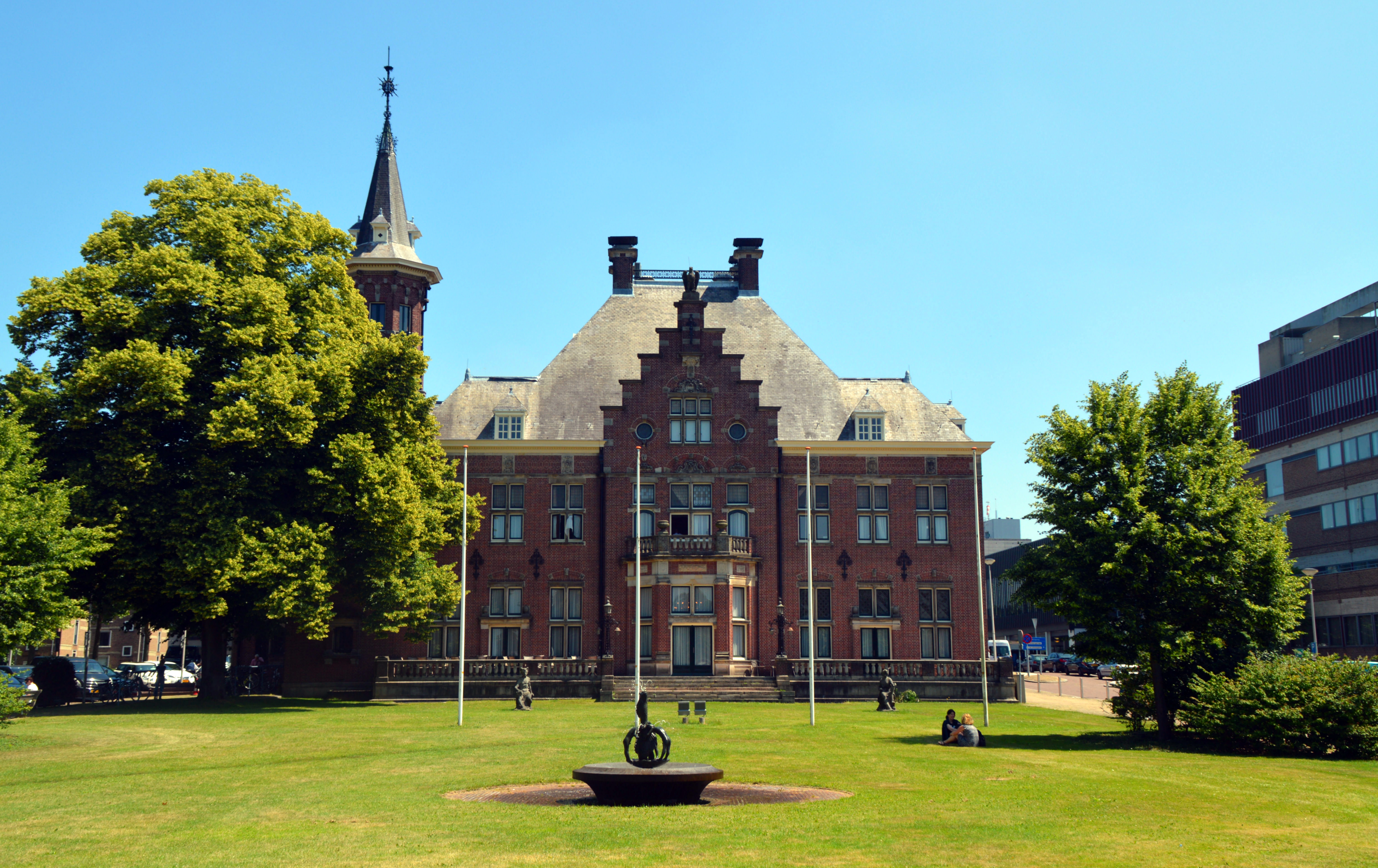
Huize Heyendaal gelegen op de campus.

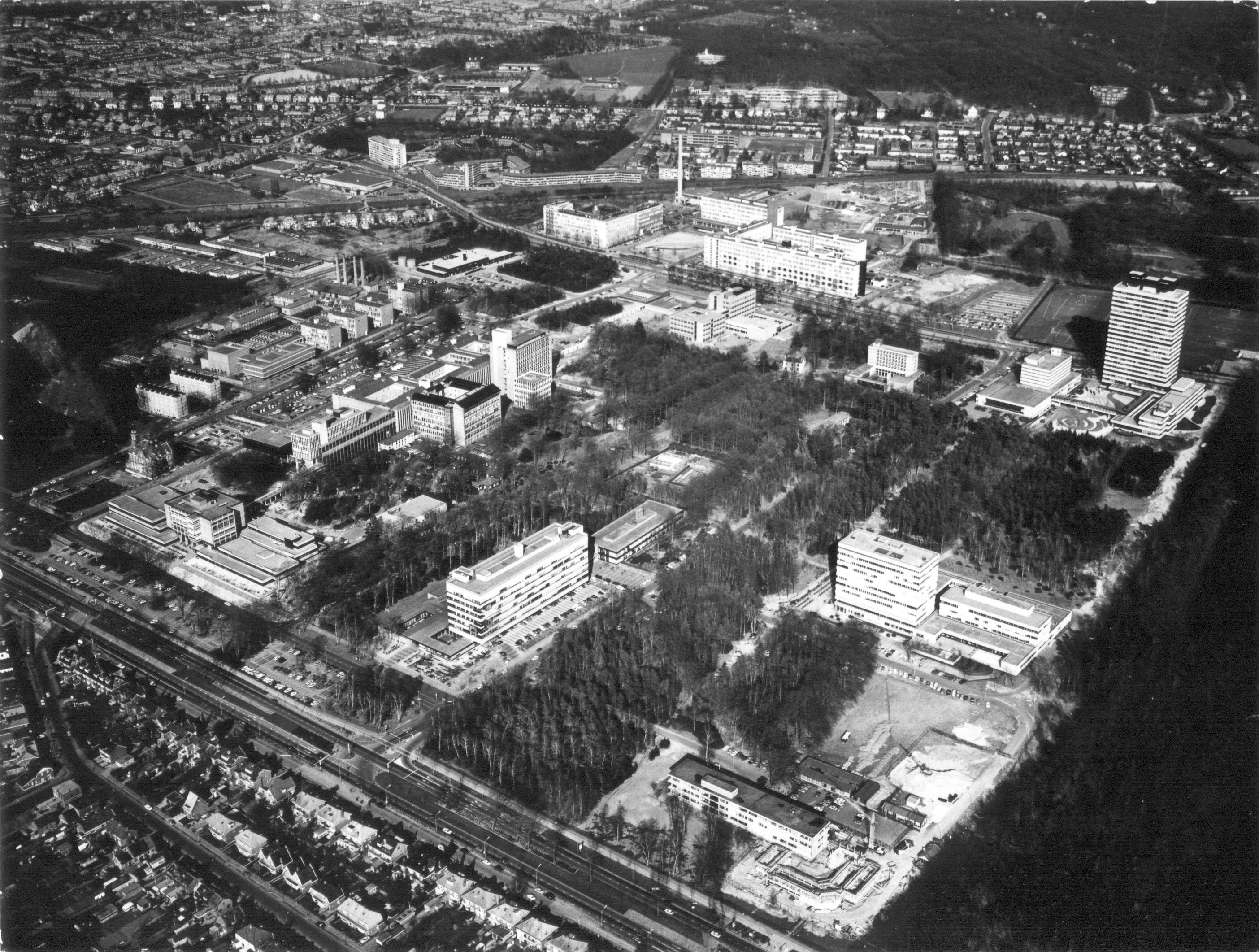
Overzicht van het universiteitsterrein in 1976.

De Radboud Universiteit is een rooms-katholieke, Nederlandse universiteit. Op 17 oktober 1923 ging ze van start als Katholieke Universiteit Nijmegen. De universiteit is voortgekomen uit de katholieke gemeenschap. Ze draagt haar oorsprong uit in haar onderzoeks- en onderwijsprogramma. Daarnaast participeert zij in vele landelijke katholieke en algemeen-christelijke verbanden. De universiteit telt zeven faculteiten en ruim honderd opleidingen (bachelor en master). Op 1 oktober 2022 stonden 24.633 studenten ingeschreven, waarvan 10,6% internationale studenten. In 2022 had de universiteit 6.147 voltijdsequivalenten personeel in dienst, waarvan 3.467 wetenschappelijk personeel. De Radboud Universiteit en het Radboud universitair medisch centrum zijn gevestigd op het Nijmeegse landgoed Heijendaal. In oktober 2020 werd het predicaat rooms-katholiek door de Nederlandse bisschoppen per 15 november 2020 ingetrokken, omdat zij meenden dat hun bestuurlijke invloed op de instelling te gering was geworden.
De Radboud Universiteit mocht zich daardoor niet meer katholiek noemen. Tijdens het Ad liminabezoek van de Nederlandse bisschoppen aan Rome in november 2022 bleek de Heilige Stoel daar anders over te denken; ook de universiteit zelf wil katholiek blijven.
De universiteit behoort consistent tot de top 200 universiteiten ter wereld in de vier grootste universitaire rankschikkingen.

## Naam en wapen

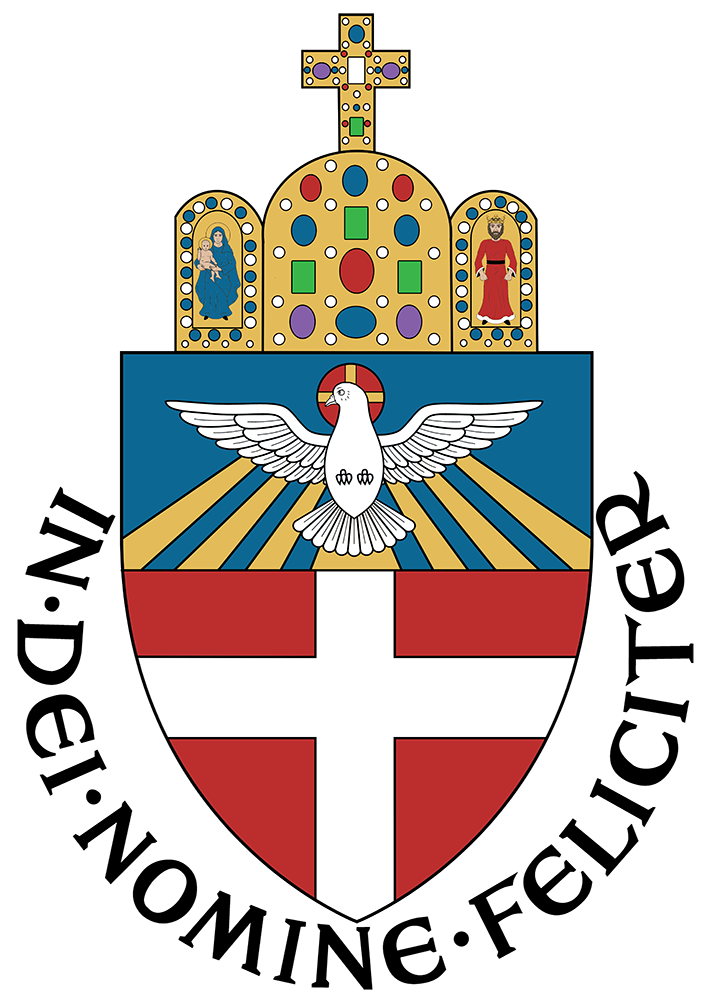
Wapen volgens beschrijving

Modern logo gebaseerd op het wapen

De naam Radboud Universiteit verwijst naar de Sint-Radboudstichting, die zelf vernoemd is naar de bisschop, geleerde, dichter en heilige Radboud van Utrecht die rond 900 leefde. Hij was geboren in een adellijke Frankische christelijke familie en vernoemd naar zijn voorvader, de Friese koning Radboud. De naam Radboud betekent ‘boodschapper van raad’. In Nederland is Radboud de patroonheilige van de katholieke wetenschapsbeoefening. De Sint-Radboudstichting werd in 1905 opgericht met als doel de bevordering van het katholiek hoger onderwijs in Nederland en in het bijzonder de oprichting van een katholieke universiteit.
Bij de opening in 1923 heette de universiteit de Katholieke Universiteit Nijmegen, in 1956 volgde het daartoe behorende Sint-Radboudziekenhuis (nu Radboudumc). Sinds 1 september 2004 draagt de universiteit de naam Radboud Universiteit, maar statutair bleef het de Katholieke Universiteit Nijmegen. Als afkorting wordt RU Nijmegen gehanteerd. Volgens de toenmalige voorzitter van het college van bestuur, ir. Roelof de Wijkerslooth, verduidelijkt de nieuwe naam de samenwerking tussen de universiteit en het Radboud universitair medisch centrum (voorheen Universitair Medisch Centrum St Radboud). Eerder had in 2002 de Katholieke Universiteit Brabant haar naam veranderd in Universiteit van Tilburg.
Vanaf september 2014 is de universiteit het gebruik van de plaatsnaam 'Nijmegen' in de naam gaan afbouwen. De kortere naam moet de uitstraling van de universiteit binnen de internationale wetenschappelijke wereld verbeteren.
Het wapen van de universiteit is van keel een kruis van zilver, met een schildhoofd van lazuur beladen met een gehalode duif met uitgestrekte vleugels met zeven stralen, alles van zilver. Het schild is gedekt door de kroon van Karel de Grote. De wapenspreuk luidt: In Dei Nomine Feliciter ("Gelukkig in Gods Naam"). De wapenspreuk is ontleend aan geschriften uit de Karolingische periode. Ook wordt de spreuk in verband gebracht met Willibrord. Het wapen werd bij de stichting van de universiteit ontworpen door edelsmidse Brom in Utrecht. De onderste helft van het wapen is het wapen van de Nederlandse kerkprovincie. De duif in het schildhoofd is het symbool van de Heilige Geest.

## Geschiedenis

### Eerdere universiteit

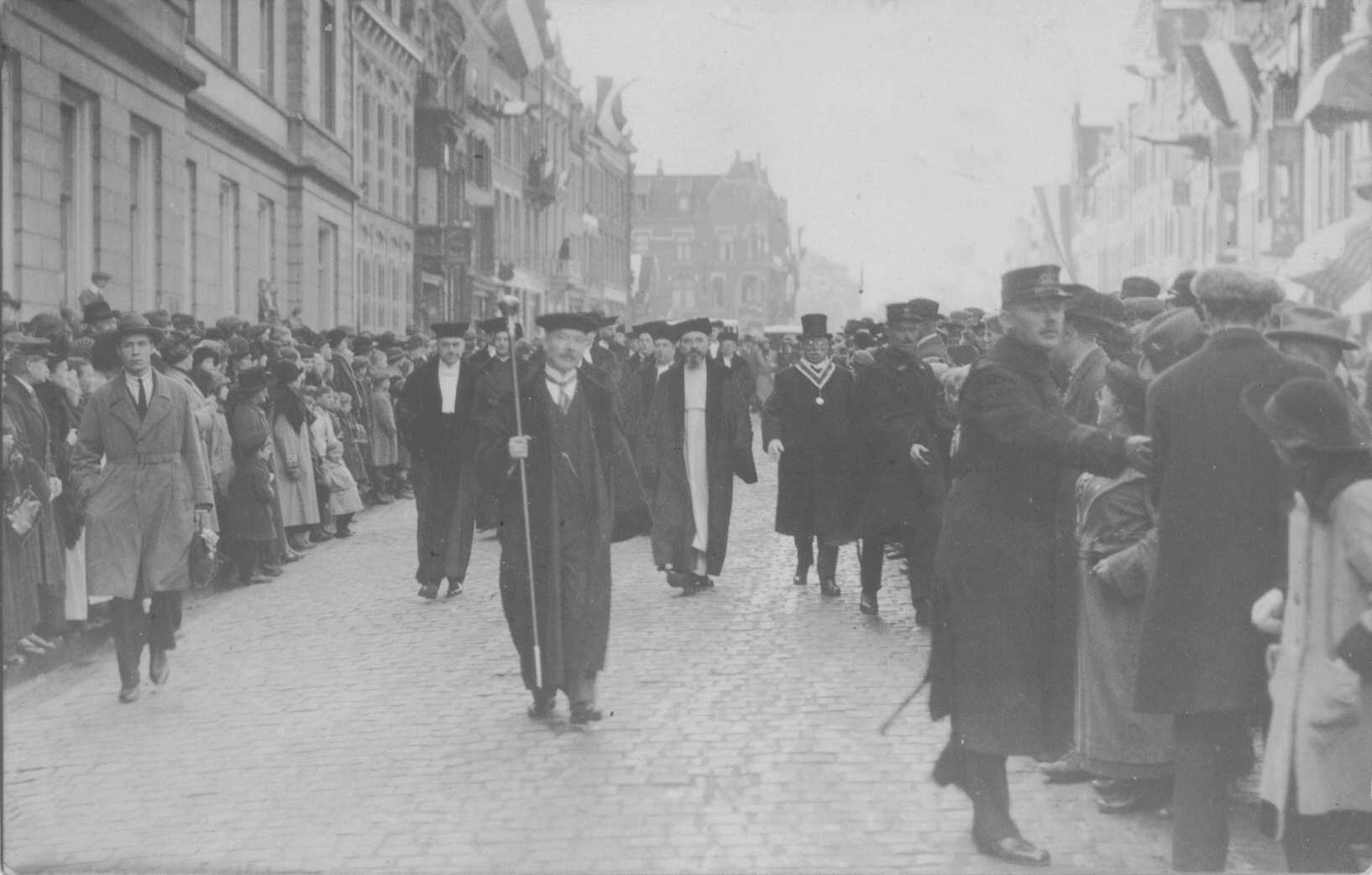
Bij de opening op 17 oktober 1923: de pedel en de professoren op weg naar de Sint-Ignatiuskerk

De huidige universiteit is eigenlijk de tweede in Nijmegen: in 1655 werd de eerste Nijmeegse universiteit opgericht, de Kwartierlijke Academie van Nijmegen. Deze bestond echter niet lang: in 1665 trof een epidemie stad en universiteit en na het rampjaar 1672, toen de Fransen Nijmegen binnenvielen, was het snel afgelopen. In 1679 verliet de laatste hoogleraar, Gerard Noodt, de universiteit. Het geld was op.

### 1923-1945

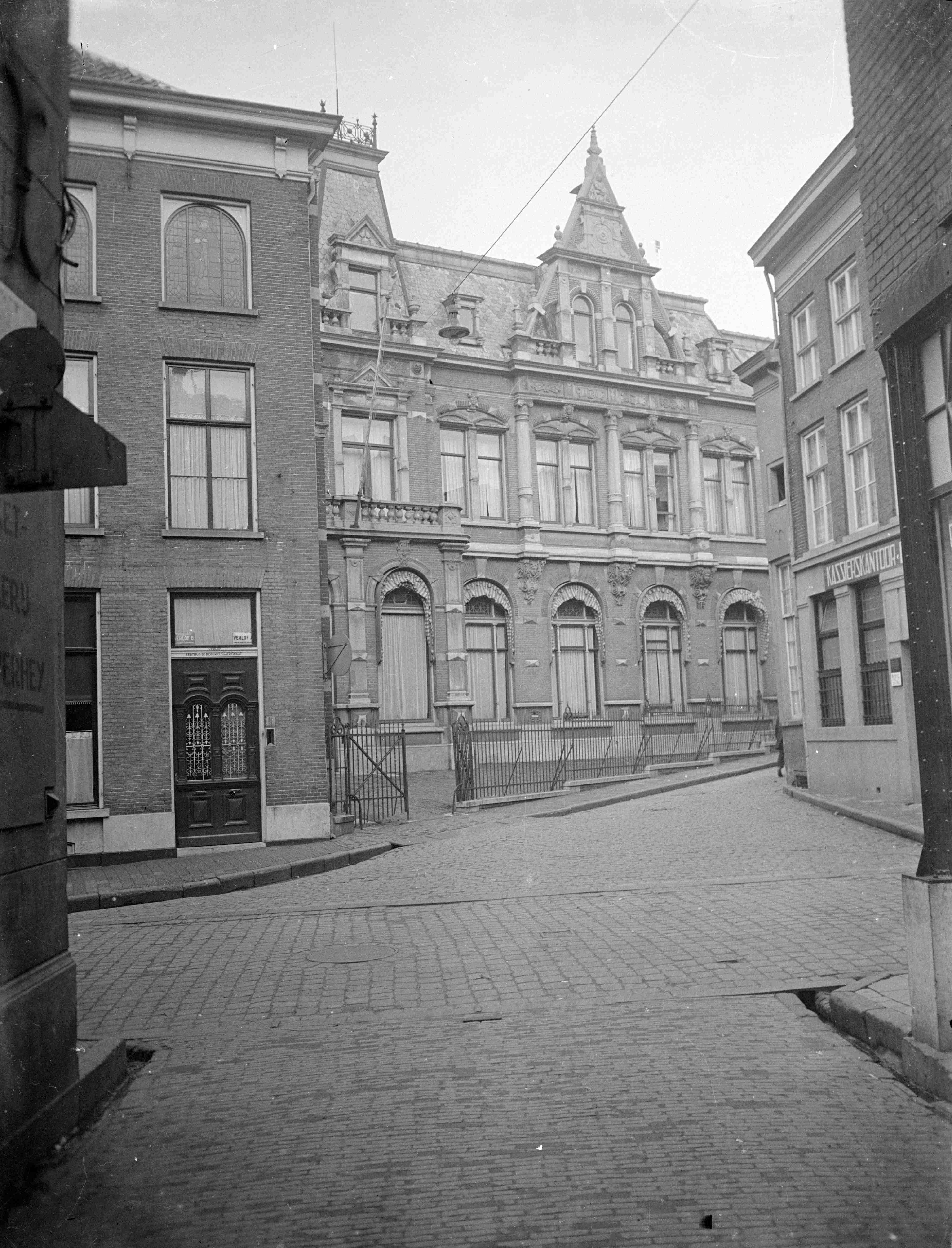
Gebouw aan de Snijderstraat dat fungeerde als universiteitsbibliotheek, totdat het verwoest werd bij het bombardement van 1944

Op 15 mei 1923 werd de Katholieke Universiteit Nijmegen opgericht. Het initiatief is genomen door de in 1905 door de Nederlandse Bisschoppen in het leven geroepen Sint-Radboudstichting. Het Nijmeegsch Studenten Corps Carolus Magnus werd in 1923 opgericht, waarvan iedere nieuwe student automatisch verplicht lid werd. In 1928 volgden de S.S.N. 'Roland' en de S.V.N. 'de Meisjesclub' waarbinnen de universitaire studenten zich verenigden.
De Tweede Wereldoorlog trof de universiteit zwaar: ze verloor bekende hoogleraren zoals Robert Regout, hoogleraar Volkenrecht, en Titus Brandsma, hoogleraar Geschiedenis der wijsbegeerte en mystiek en verdediger van de vrije pers. Zij werden vanwege verzetsactiviteiten gearresteerd en overleden in het concentratiekamp te Dachau. In 1943 weigerde rector magnificus Hermesdorf de loyaliteitsverklaringen die de Duitse bezetter eiste aan de studenten voor te leggen; de universiteit sloot op bevel van aartsbisschop De Jong haar deuren.  Tijdens het bombardement op 22 februari 1944, waarbij een groot deel van de Nijmeegse binnenstad werd verwoest, verloor ook de universiteit veel van haar gebouwen. Sommige studenten gingen tijdens de oorlog in het verzet.

### 1945-2004
In maart 1945 werden de colleges hervat en begon de bloei van de universiteit. Hoogleraren als Lodewijk Rogier, Jac. van Ginneken S.J., Alphons Mulders, Bernard Alfrink, Reinier Post, Frans Haarsma, Anton van Duinkerken, Willem Grossouw, David de Levita, Frits van der Meer, Gerard Brom, Jan van der Ploeg O.P., Piet Schoonenberg S.J., Han Fortmann, Wim van der Grinten, Edward Schillebeeckx O.P. en Jos van Kemenade werden bekende boegbeelden.
Het aantal studenten groeide snel, van 3000 in 1960 tot 15.000 in 1980. Nijmegen kreeg een brede universiteit met acht faculteiten.
Nadat de medische faculteit in 1951 als eerste op Landgoed Heyendael was gevestigd, volgden de andere faculteiten in de loop der tijd: Wis- en Natuurkunde (opgericht in 1957; nu Natuurwetenschappen, Wiskunde & Informatica), Sociale Wetenschappen (opgericht in 1963), Wijsbegeerte, Letteren en Godgeleerdheid (in 1974 verplaatst naar het nieuwe Erasmusgebouw), Rechtsgeleerdheid (begin jaren 80 verhuisd naar de Thomas van Aquinostraat), en ten slotte Beleidswetenschappen (opgericht in 1988; nu Managementwetenschappen).

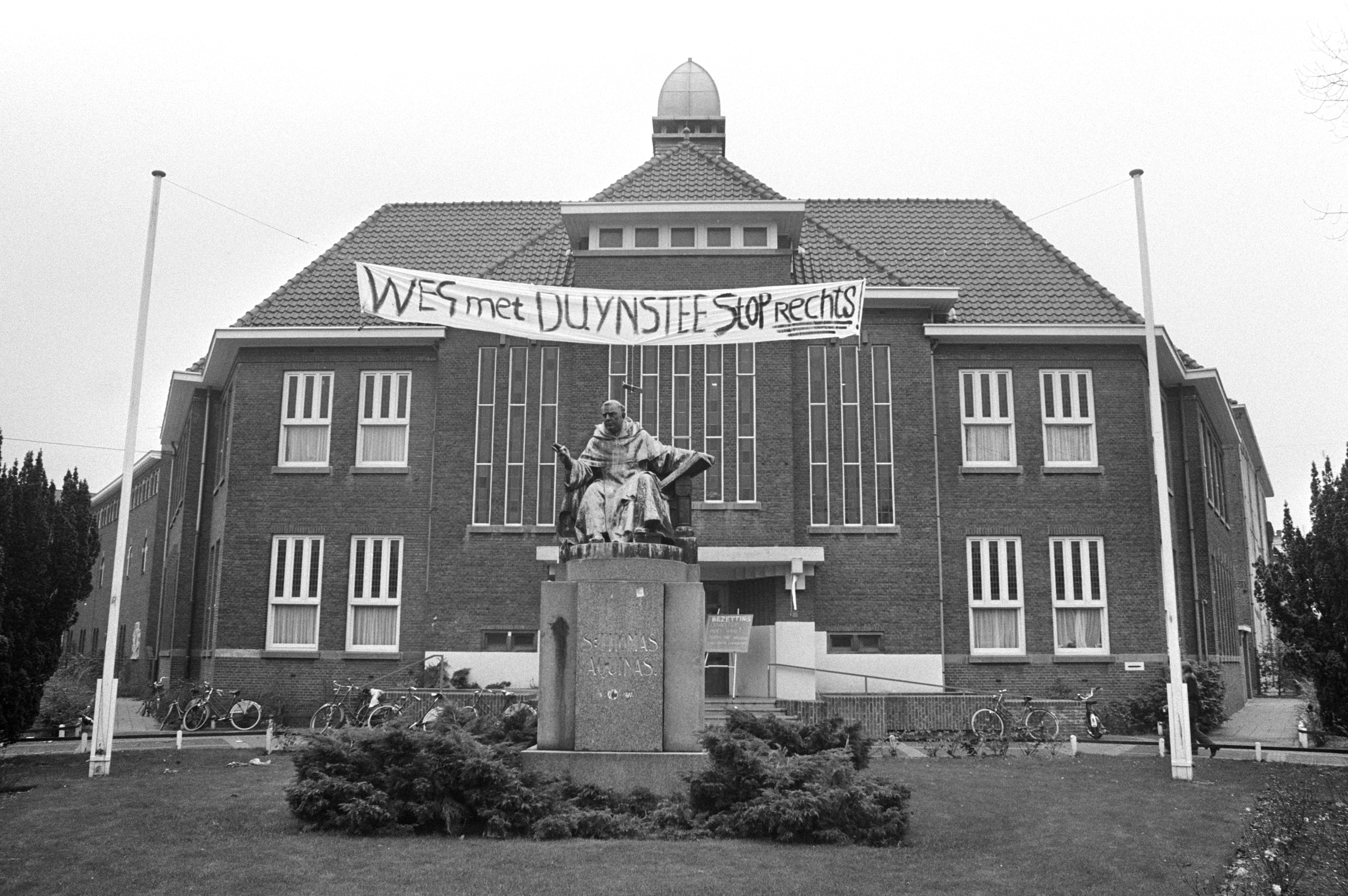
Demonstrerende studenten bezetten in 1972 de universiteitsaula

De democratiseringsbeweging van de jaren zestig en zeventig verliep ook in Nijmegen stormachtig. Het ging om medezeggenschap van studenten en wetenschappelijk personeel, maar ook om de inhoud en oriëntatie van de studie. Het was de tijd van bezettingen, waarin de bestuursverhoudingen veranderden en veel werd vergaderd over vernieuwing en de relatie tussen universiteit en samenleving.
Vanaf de jaren tachtig kwam de universiteit in rustiger vaarwater en concentreerde ze zich op vernieuwing in onderwijs en onderzoek. Vanaf eind jaren negentig was er sprake van een bouwgolf: een van de vier sterkste magneten ter wereld werd in Nijmegen geïnstalleerd, en de universiteit werd uitgebreid met laboratoria waar moleculaire levenswetenschappers naar bronnen van ziektes speuren, een nieuwe bètafaculteit, een modern sportcentrum, en een nanolaboratorium waar natuur- en scheikundigen van het Institute for Molecules and Materials onderzoek doen.
In september 2004 wijzigde de universiteit haar naam in Radboud Universiteit.

### 2004-heden
Op 1 september 2006 kreeg de universiteit een negende faculteit, Religiewetenschappen, als afsplitsing van de Faculteit der Theologie. Deze was bedoeld om met meer wetenschappelijke vrijheid alle wereldgodsdiensten te onderzoeken in plaats van de bij theologie gebruikelijke studie van de zelfperceptie van het christendom. Door deze verschillende uitgangspunten meende men Religiewetenschappen een eigen faculteit te moeten verschaffen. Religiewetenschappen bleef wel met Theologie en Filosofie de Facultaire Unie vormen. Een uitbreiding van Religiewetenschappen met opleidingen van Sociale Wetenschappen is maar half verwezenlijkt (Islam en Arabisch wel, Culturele Antropologie niet). Er werd lang gediscussieerd of deze constructie wel de juiste was; een volledige fusie zagen de drie faculteitsbesturen aanvankelijk niet zitten, ook niet een integratie in de Faculteit der Letteren. Op 1 januari 2011 werd de Facultaire Unie dan toch volledig gefuseerd tot de Faculteit der Filosofie, Theologie en Religiewetenschappen.
In de jaren 2009 en 2010 is de infrastructuur van de campus verbeterd na grootschalige verbouwingen.
In 2010 ontving de bijzonder hoogleraar natuurkunde Andre Geim samen met zijn promovendus Konstantin Novoselov de Nobelprijs voor Natuurkunde vanwege hun onderzoek naar de eigenschappen van grafeen.
In het laatste kwartaal van 2013 werd het Universitair Medisch Centrum St Radboud omgedoopt tot Radboudumc. De naam zou beter passen bij de sinds 2004 gevoerde naam Radboud Universiteit.
De Radboud Universiteit had van 15 november 2020 tot halverwege november 2022 niet meer het predicaat katholiek. De Nederlandse Bisschoppenconferentie besloot op 19 oktober 2020 aan de Stichting Katholieke Universiteit (koepelorganisatie van de universiteit en het Radboudumc) per decreet het predicaat 'katholiek' te ontnemen. Dit was het resultaat van de uitkomst van een langslepend geschil tussen de koepelorganisatie en de Nederlandse bisschoppen over de 'katholiciteit' van bestuursleden. De bisschoppen weigerden jarenlang in te stemmen met bestuursbenoemingen die uitsluitend rustten op kwalificaties en niet op katholiciteit. Het bestuur was daardoor onderbezet geraakt, en de stichting vroeg aan de Ondernemingskamer toestemming om, buiten de statuten om, zelf het bestuur te mogen aanvullen. Die kregen ze, waarna de intrekking van het predicaat volgde. De universiteit gaf aan het besluit van de geestelijken te betreuren.
Op 15 mei 2022 werd de oud-hoogleraar en oud-rector magnificus Titus Brandsma door de paus van de rooms-katholieke kerk Franciscus in Rome heilig verklaard. De voorheen katholieke Radboud Universiteit was met een grote bestuurlijke delegatie bij de heiligverklaring aanwezig. In november 2022 floot het Vaticaan de Nederlandse Bisschoppenconferentie terug omdat alleen de paus zou mogen bepalen of een universiteit wel of niet "katholiek" is. "De Heilige Stoel heeft het laatste woord", zei kardinaal Wim Eijk op 11 november op een persconferentie in Rome, met de belofte om met de Radboud Universiteit te gaan onderhandelen om de 'katholiciteit van de universiteit te versterken'. Volgens de Heilige Stoel was de Radboud Universiteit nog katholiek.
In 2024 en 2025 zijn er - net als op andere universiteiten  - protesten en demonstraties tegen de samenwerking van de universiteit met Israëlische universiteiten.

## Campus

### Locaties

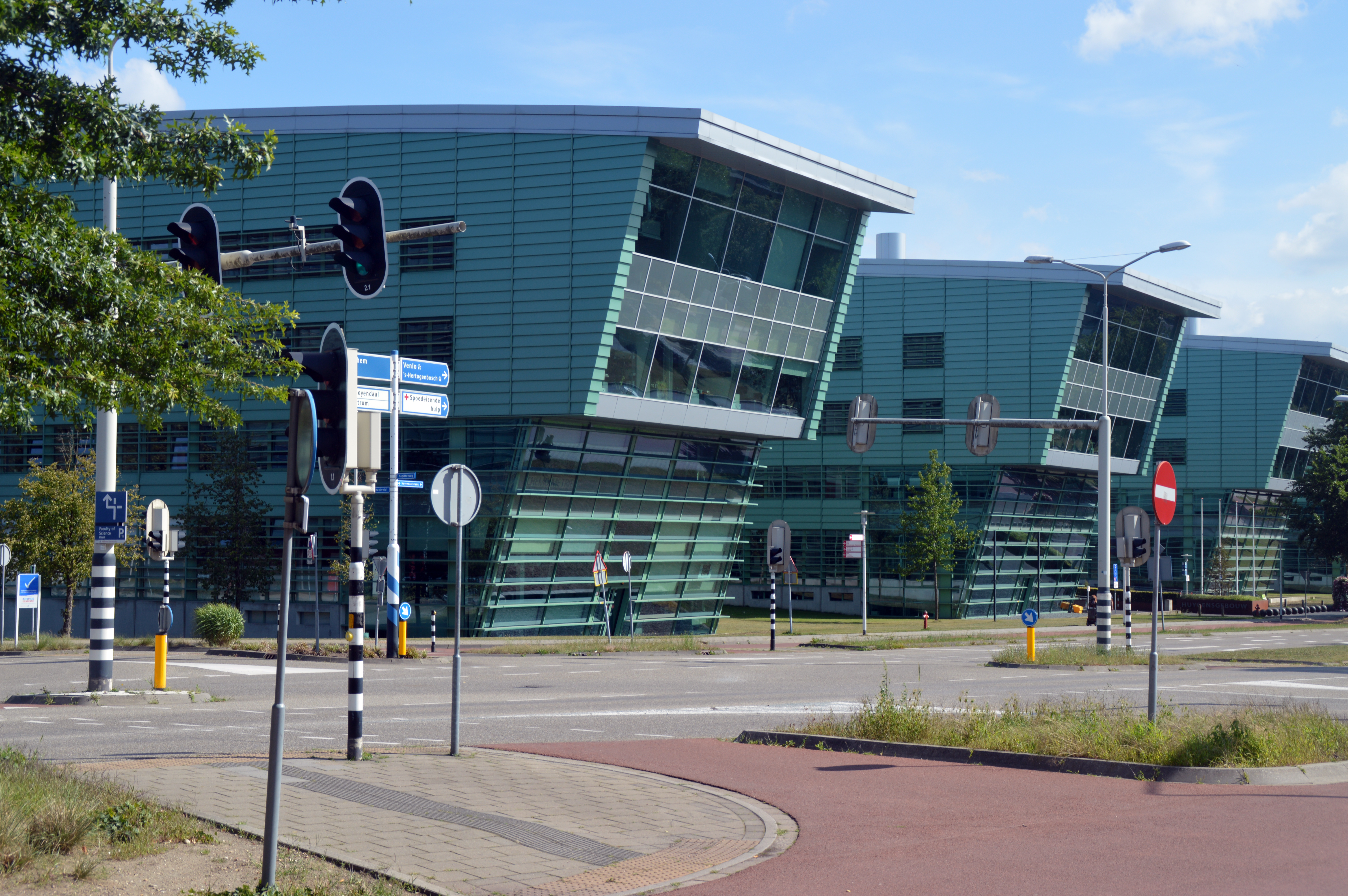
De vleugels van het Huygensgebouw

De Radboud Universiteit heeft haar campus, die bijna het gehele Landgoed Heyendaal binnen de Nijmeegse wijk Heijendaal, bestrijkt, onderverdeeld in drie gebieden: Heyendaal Zuid, Heyendaal Oost en de medische faculteit waar het Radboudumc gevestigd is. Op het terrein van het Radboudumc staan dienstwoningen, twee hotels voor personeel en gasten en de studentenkerk. Het Huize Heijendaal vervult een representatieve rol.
Heyendaal Zuid huisvest voornamelijk studierichtingen in de geesteswetenschappen en maatschappijwetenschappen. Het hoogste gebouw van Nijmegen, het 88 meter hoge Erasmusgebouw, staat op dit gedeelte van de campus. Ook vindt men hier het universitair sportcentrum, horeca en detailzaken.
De universiteit verwierf in 2013 aan de zuidzijde van het universiteitscomplex het voormalige jezuïetenklooster Berchmanianum. Dat werd na renovatie en de bouw van een nieuwe toegang in 2018 het bestuursgebouw van de universiteit.
Op Heyendaal Oost worden over het algemeen de natuurwetenschappelijke studies aangeboden en staan de onderzoeksgebouwen (Huygensgebouw). Ook bevindt zich hier het studentencomplex Sterrenbosch waar de Stichting Studenten Huisvesting Nijmegen de kamers van verhuurt.
Voor de aula van de Radboud Universiteit (Comeniuslaan) bevindt zich een standbeeld van Thomas van Aquino (1926), vervaardigd door de beeldhouwer August Falise.

### Media
Het onafhankelijke universiteitsmedium Vox, bedoeld voor studenten en medewerkers, verschijnt dagelijks op internet en een aantal keren per jaar op papier. Het papieren blad wordt gratis verspreid op de campus. Tot 2024 verscheen er een paar keer per jaar Radboud Magazine, een blad voor de alumni van de universiteit. 
Op de RU maken de studenten ook een onafhankelijk studentenblad dat zevenmaal per jaar verschijnt: het Algemeen Nijmeegs Studentenblad (ANS). Daarnaast publiceert de Faculteit der Filosofie het wijsgerige tijdschrift Splijtstof.

### Studentenleven

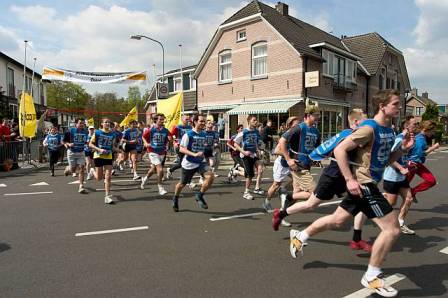
De Batavierenrace, een jaarlijkse studentenestafette van Nijmegen naar de Universiteit Twente, is het grootste studentensportevenement van Nederland

Naar algemener gebruik organiseren de studenten zich in verschillende aan de universiteit (en hogeschool) verbonden verenigingen. Stad en universiteit tellen een groot aantal studie- en studentenverenigingen.
In de jaren 60 en 70 zijn de gezelligheidsverenigingen verminderd in de belangstelling geraakt door de toenmalige heersende linkse niet-traditionele geest. De studieverenigingen hebben hun plaats in het studentenleven goeddeels overgenomen, wat uniek is voor Nijmegen. Evenwel groeien de gezelligheidsverenigingen langzaam weer tot enige omvang, met als grootste drie Carolus Magnus, Phocas en Ovum Novum met alle drie enkele honderden leden. Daarnaast zijn er studentensportverenigingen (De Loefbijter, Apeliotes, N.S.L.T.C. Slow, Ha-Stu enz.), de disputenfederatie Argus, onafhankelijke disputen, studentenvakbond AKKU, het alternatieve Karpe Noktem, internationale en levensbeschouwelijke studentenverenigingen.

### Ondernemerschap
Sinds 1980 zijn er 350 bedrijven ontstaan uit de Radboud Universiteit. Samen zorgen die bedrijven voor innovatieve producten en voor de directe werkgelegenheid van 4000 personen in de regionale kenniseconomie. De universiteit stimuleert startende ondernemers en laat opbrengsten van succesvolle spin-offs ten goede komen aan haar onderwijs en onderzoek. Binnen de regeling kennisbescherming en -exploitatie is het intellectuele eigendom van resultaten van wetenschappelijk onderzoek geregeld en worden de belangen van onderzoekers en instelling beschermd.

## Onderwijs

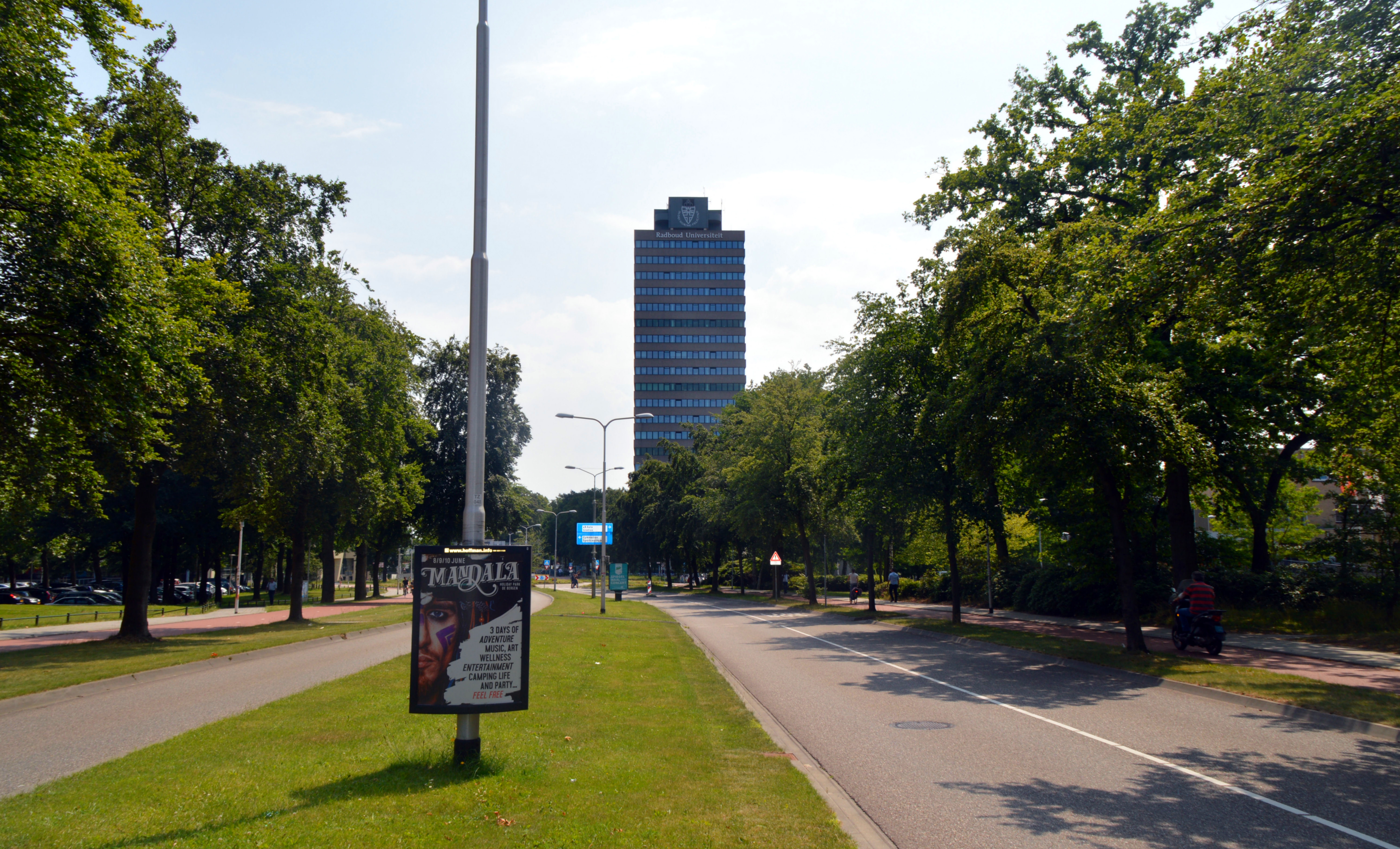
Het Erasmusgebouw huisvest de faculteiten Letteren en Filosofie, Theologie en Religiewetenschappen

Aan de Radboud Universiteit vindt onderwijs vooral plaats in kleine groepen, waarin studenten en docenten intensief contact met elkaar hebben. Eerstejaarsstudenten kunnen bij alle opleidingen rekenen op minimaal vijftien tot twintig contacturen per week in de vorm van hoorcolleges, werkcolleges of begeleiding. De universiteit heeft 14 onderzoeksinstituten en telt 134 opleidingen (37 bachelor- en 75 masteropleidingen en 22 postinitiële opleidingen) in de alfa-, bèta- gamma- en medische wetenschappen, verdeeld over zeven faculteiten. De zeven faculteiten van de universiteit zijn (oprichtingsjaar tussen haakjes met eventueel oude naam):
- Filosofie, Theologie en Religiewetenschappen (2011; fusie van de Facultaire Unie (2004-2010), waarbinnen de drie faculteiten nog autonoom waren. Filosofie was voorheen Letteren en Wijsbegeerte, Theologie was voorheen Godgeleerdheid, beide opgericht in 1923; de Faculteit Religiewetenschappen werd opgericht in 2006)[14]
- Letteren (1923; voorheen Letteren en Wijsbegeerte)
- Managementwetenschappen (1988; voorheen Algemene Beleidswetenschappen, Geografie en Planologie)
- Natuurwetenschappen, Wiskunde & Informatica (1957; voorheen Wis- en Natuurkunde)
- Rechtsgeleerdheid (1923; voorheen Rechten)
- Sociale wetenschappen (1963)
- Medische Wetenschappen (1951; voorheen Geneeskunde) & Radboud universitair medisch centrum (2013; voorheen Academisch Ziekenhuis Nijmegen (tot 1956) en Universitair Medisch Centrum St Radboud (1956-2013))[24]

De Radboud Universiteit heeft een eigen theologische opleiding, waarvan aartsbisschop Wim Eijk de grootkanselier is. De universiteit heeft in 2005 besloten niet te participeren in één gezamenlijke theologische faculteit, die mede toegang geeft tot het priesterambt. In haar theologische opleiding zet ze de traditie voort van de Nijmeegse theologie, die mede dankzij theologen als prof. dr. Edward Schillebeeckx wereldwijd gekend is. In december 2006 raakte bekend dat de theologische faculteit niet langer bevoegd is canonieke graden te verlenen, omdat de faculteit geen statuten heeft opgesteld die voldoen aan de apostolische constitutie Sapientia christiana. In 2011 fuseerde de theologische faculteit met filosofie en religiewetenschappen.
In september 2009 werd gestart met de Radboud Honours Academy (RHA). Dat is een tweejarig academisch onderwijsprogramma voor de meest getalenteerde en gemotiveerde studenten. De RHA schenkt veel aandacht aan coaching en persoonlijke ontwikkeling. Een student volgt dit programma naast zijn of haar reguliere opleiding. Hiermee biedt de universiteit individuele op de ambities toegesneden studietrajecten.

## Onderzoek

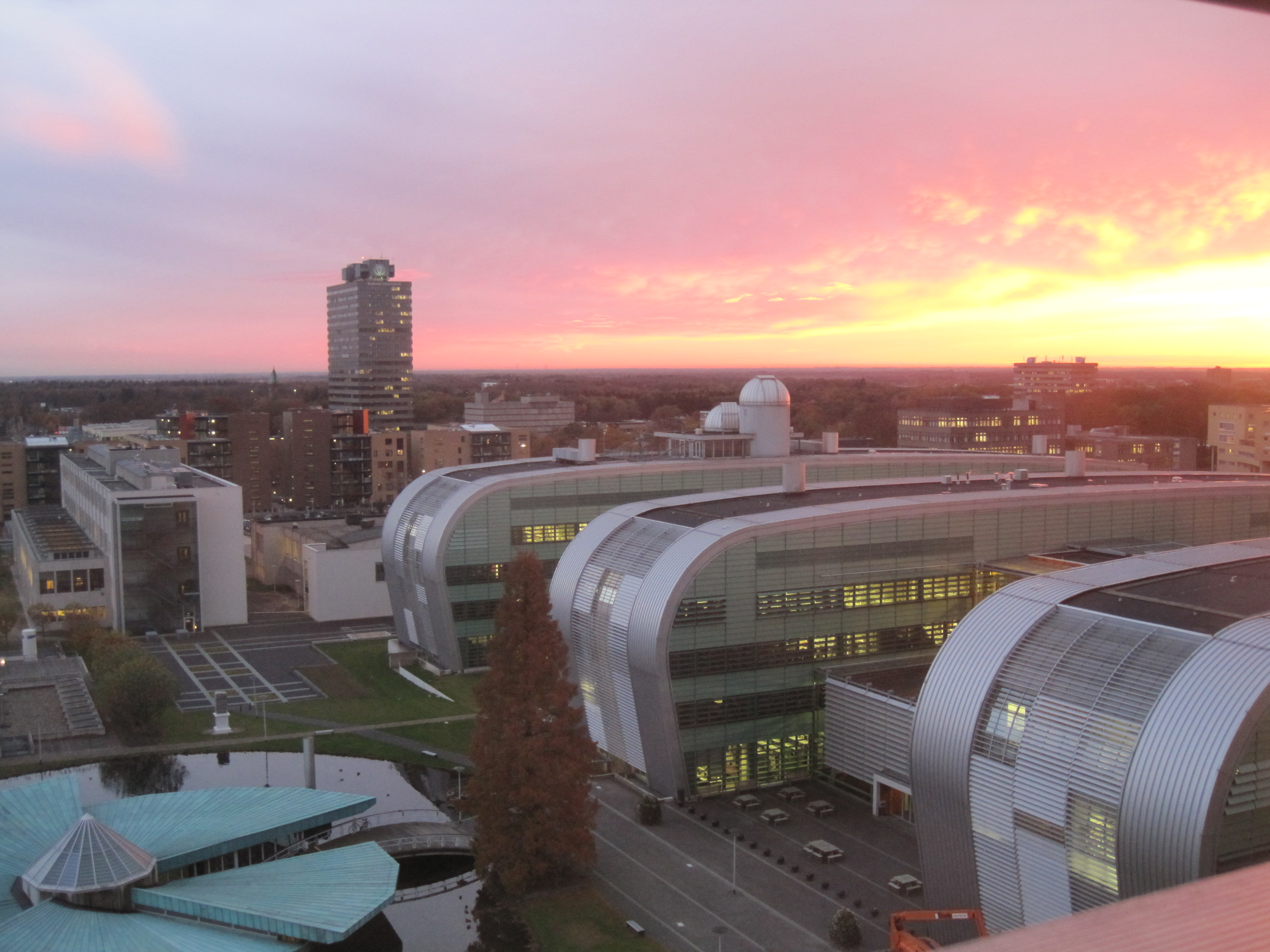
Uitzicht over het Science Park

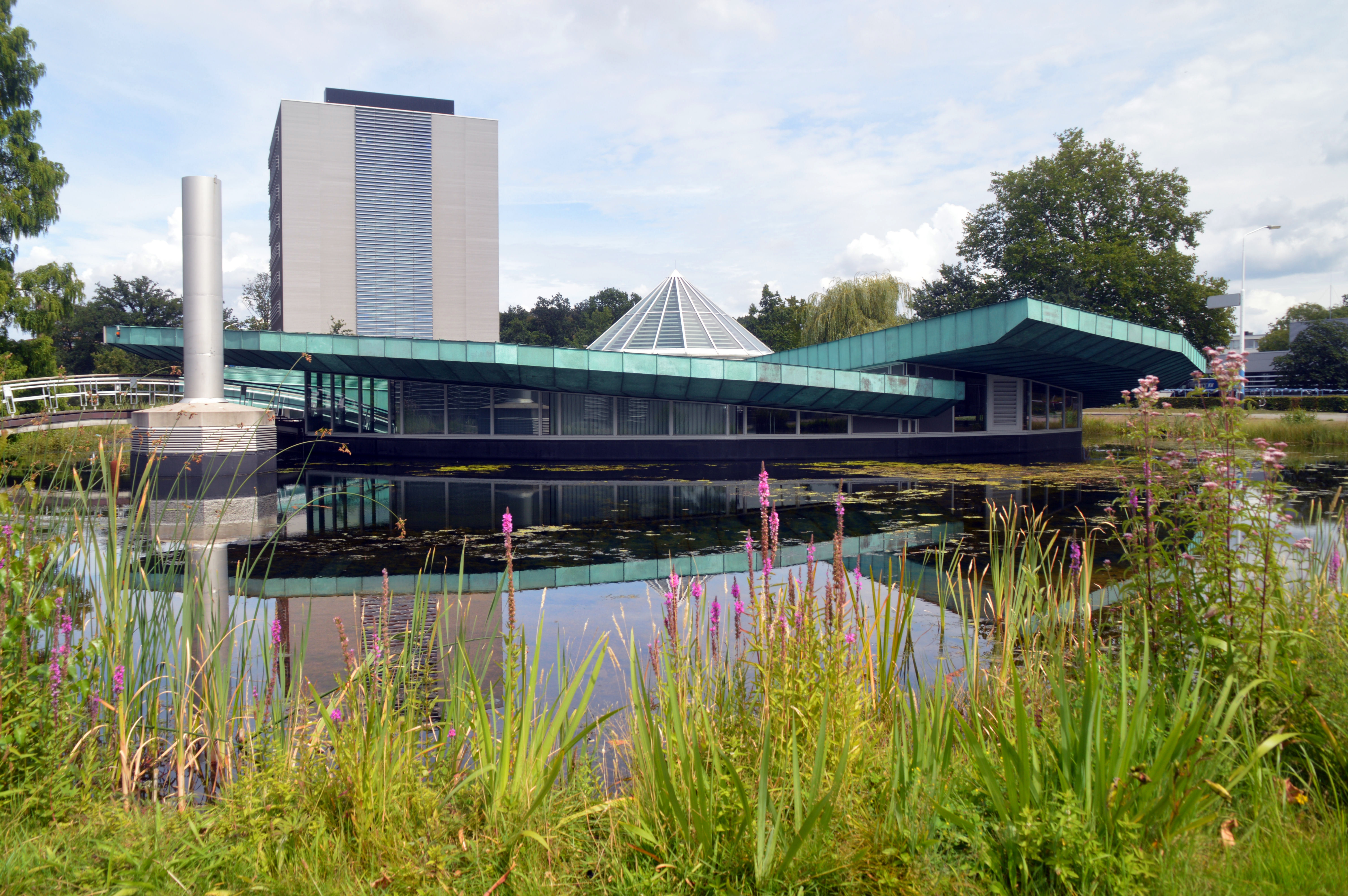
Het Goudsmitpaviljoen voor Nuclear Magnetic Resonance-onderzoek

Onderzoeksinstituten van de universiteit zijn:
Filosofie, Theologie & Religiewetenschappen
- Research Institute for Philosophy, Theology and Religious Studies

Letteren
- Centre for Language Studies, taalkunde (CLS)
- Radboud Institute for Culture and History (RICH) (inclusief Centrum voor Parlementaire Geschiedenis (CPG))

Rechtsgeleerdheid
- Onderzoekcentrum Onderneming & Recht
- Onderzoekcentrum voor Staat en Recht
- Centrum voor Notarieel recht

Managementwetenschappen
- Institute for Management Research (IMR)

Sociale Wetenschappen
- Behavioural Science Institute, voor gedragswetenschappen (BSI)
- Radboud Social Cultural Research (NISCO)
- Donders Institute for Brain, Cognition and Behaviour
- Institute for Gender Studies (IGS)

Natuurwetenschappen, Wiskunde & Informatica
- Radboud Institute for Molecular Life Sciences
- Radboud Institute for Biological and Environmental Sciences (RIBES)
- Institute for Molecules and Materials (IMM)
- Institute for Mathematics, Astrophysics and Particle Physics (IMAPP)
- Institute for Computing and Information Sciences, voor computerwetenschap en informatica (ICIS)

Medische Wetenschappen
- Radboud Institute for Health Sciences (RIHS)
- Radboud Institute for Molecular Life Sciences (RIMLS)
- Donders Institute for Brain, Cognition and Behaviour

### Onderzoeksfaciliteiten

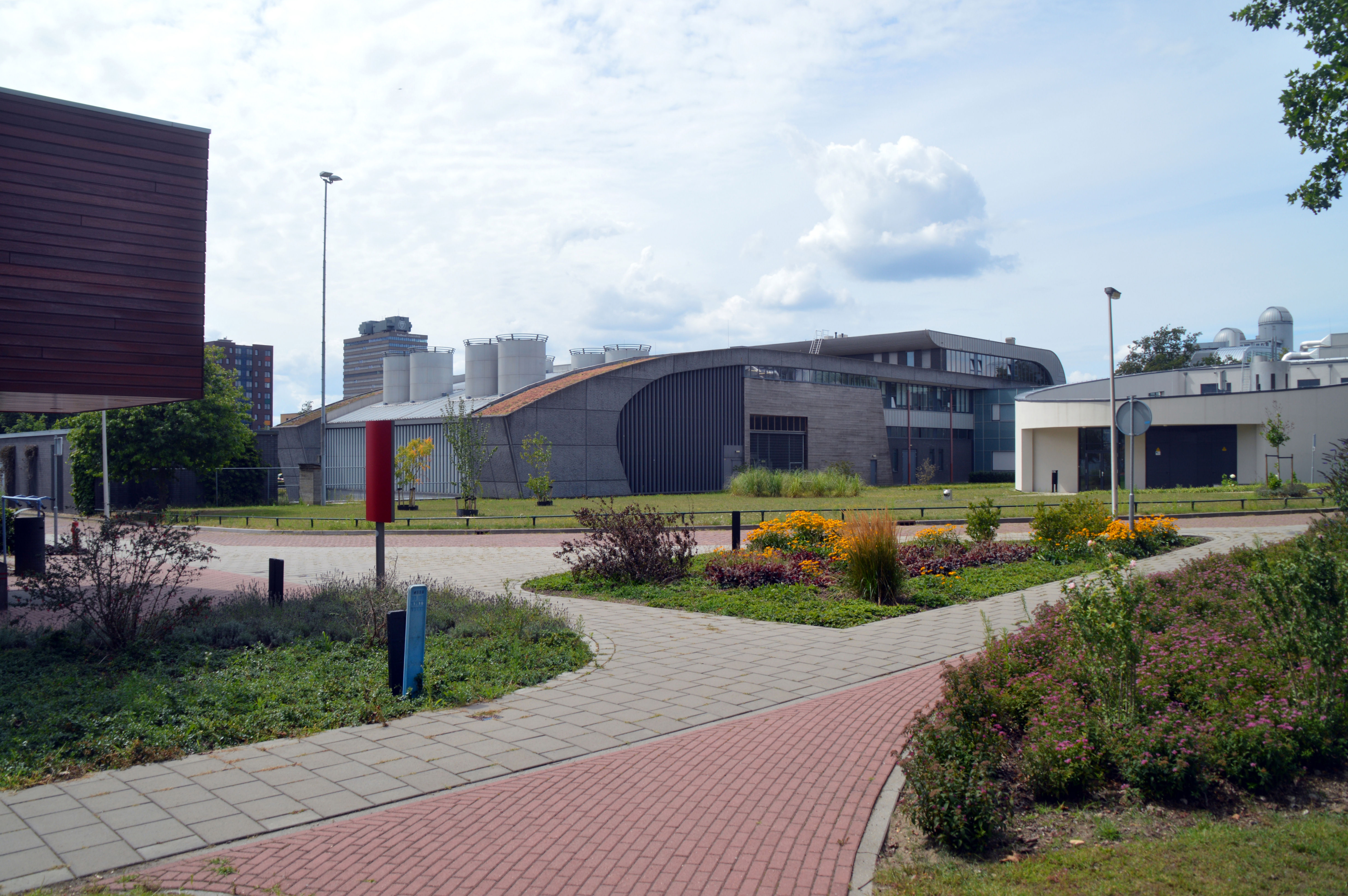
Het High Field Magnet Laboratory, magneetlaboratorium

De Radboud Universiteit heeft twee Europese onderzoeksfaciliteiten: het High Field Magnet Laboratory (HFML) en de LifeScience Trace Gas Facility.
De combinatie van het opwekken van zeer hoge magneetvelden (60 tesla) voor korte tijd en continue velden (33 tesla) over langere tijd, maakt het HFML een bijzonder lab voor materialenonderzoek in magnetische omstandigheden. Er zijn op de wereld slechts een paar vergelijkbare laboratoria. De hoofdgebruikers, onderzoekers van het Institute for Molecules and Materials, richten zich op het meten van kwantumeffecten; magnetische manipulatie van moleculen; en optische en ver-infrarood spectroscopie. De toestand van gewichtloosheid die in het magneetveld optreedt, is vergelijkbaar met die in de ruimte en biedt excellente groeicondities voor zuivere (eiwit)kristallen.
Met de Life Science Trace Gas Facility kunnen zeer kleine concentraties gas worden gemeten in plant, dier en mens. Dat gebeurt in real-time- en in-vivo-experimenten. De sporengasdetectoren van de Science Trace Gas Facility staan ter beschikking van levenswetenschappers uit heel Europa. De techniek is toepasbaar in de plantenfysiologie, microbiologie, bodemwetenschappen en geneeskunde, maar geeft bijvoorbeeld ook informatie over de beste bewaarcondities voor oogstproducten.
Het Donders Institute for Brain, Cognition and Behaviour is een instituut voor hersenonderzoek. Met de meest geavanceerde technieken onderzoekt men hier de informatieverwerking in het brein.
Andere bijzondere onderzoekslabs zijn bijvoorbeeld het RIVERlab, waar in een virtualreality-omgeving onderzoek gedaan kan worden naar hoe mensen reageren op hun omgeving, of het Baby Research Centre, waar de taalontwikkeling en de sociale en cognitieve ontwikkeling van kinderen in de eerste drie jaar van hun leven wordt onderzocht. De bètafaculteit speelt een voortrekkersrol op het gebied van Scanning Probe Microscopy, een sleuteltechniek voor de nanotechnologie.

### Spinozawinnaars

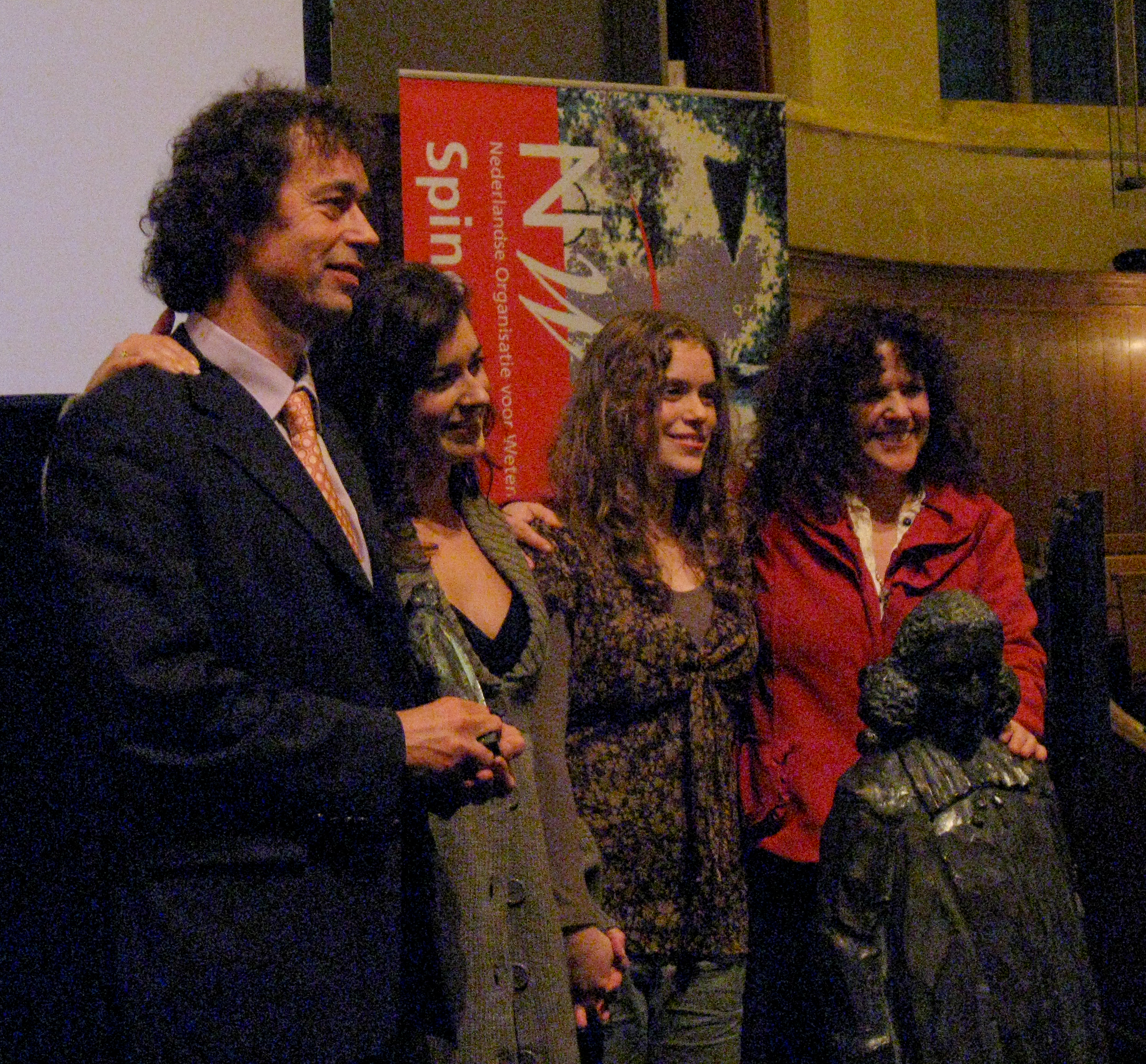
Theo Rasing ontvangt zijn Spinozapremie in 2008

De NWO Spinozapremie worden jaarlijks uitgereikt en is de belangrijkste wetenschappelijke prijs in Nederland. De onderstaande hoogleraren van de Radboud Universiteit hebben een Spinozapremie verworven.
- Pieter Muysken (1998), hoogleraar Taalwetenschap, verbonden aan het Centre for Language Studies. Bij ontvangst van zijn prijs was Muysken nog verbonden aan de Rijksuniversiteit Leiden. Hij besloot tot een overstap naar Nijmegen vanwege de prima onderzoeksfaciliteiten. Hij werd internationaal erkend als leider in de creolistiek en de verwante terreinen van tweetaligheid, taalverwerving en sociolinguïstiek.
- Anne Cutler (1999), hoogleraar Vergelijkende taalpsychologie en directeur van het Nijmeegse Max Planck Institut für Psycholinguïstik. Ze ontving de Spinozapremie voor haar taalvergelijkend onderzoek en haar onderzoek naar de taalontwikkeling van baby’s. Ze richtte in Nijmegen het Baby Research Center op, met faciliteiten voor gedragsobservatie en voor EEG-onderzoek.
- Bert Meijer (2001), hoogleraar Organische chemie aan de TU Eindhoven en Nijmegen. Hij is de grondlegger van de macro-organische chemie, het gebied tussen de 'gewone' organische chemie van kleine moleculen en de macromoleculaire chemie (polymeerchemie).
- Henk Barendregt (2002), hoogleraar in de Grondslagen van de Wiskunde en de Informatica, ontving de prijs vanwege zijn buitengewone prestaties op het terrein van de wiskunde, logica en informatica. Internationale reputatie verwierf hij door baanbrekend werk op het gebied van de zogeheten lambdacalculus. Dit is een taal waarin wiskundigen algoritmes opschrijven en bestuderen.
- Peter Hagoort (2005), hoogleraar Cognitieve Neurowetenschap en directeur van het F.C. Donders Centre for Cognitive Neuroimaging, ontving de prijs vanwege zijn onderzoek naar het menselijk taalvermogen én de manier waarop hij het FC Donders Centre in vijf jaar naar wereldfaam heeft geleid.
- Carl Figdor (2006), hoogleraar Experimentele Immunologie Radboud Universiteit en hoogleraar Celbiofysica Universiteit Twente, directeur van het Nijmegen Centre for Molecular Life Sciences. Ontving de NWO-Spinozapremie voor zijn baanbrekende onderzoek naar het gebruik van afweercellen tegen kanker en voor de manier waarop hij fundamenteel onderzoek weet te vertalen naar het bed van de patiënt.
- Theo Rasing (2008), hoogleraar Spectroscopie van vaste stoffen en grensvlakken van het Institute for Molecules and Materials. Rasing is een toonaangevend pionier in het ontwikkelen van nieuwe technieken om met licht materialen op nanometerschaal te bestuderen en te manipuleren. Zijn recentste en succesvolste onderzoek is dat naar manipulatie van magnetisme met licht.
- Heino Falcke (2011), hoogleraar Radioastronomie en astrodeeltjesfysica.
- Mike Jetten (2012), hoogleraar Ecologische microbiologie en directeur van het Institute Water & Wetland Research.
- Ieke Moerdijk (2012), hoogleraar Algebra en topologie.
- Mikhail Katsnelson (2013), hoogleraar Theorie van de vastestoffysica.
- Wilhelm Huck (2016), hoogleraar Fysisch-Organische Chemie.
- Mihai Netea (2016), hoogleraar Experimentele Interne Geneeskunde.
- Klaas Landsman (2022), hoogleraar Mathematische Fysica

## Organisatie

### Bestuur
Sinds 1 januari 2021 zijn de Radboud Universiteit en het Radboudumc twee aparte organisaties met elk een eigen Raad van Toezicht. De Raad van Toezicht is het toezichthoudend orgaan van de Radboud Universiteit. De Raad bestaat uit vijf leden, die benoemd worden voor een periode van vier jaar.
Het college van bestuur is statutair verantwoordelijk voor de universiteit en is het bestuurlijke orgaan dat het algemene beleid voor de zeven faculteiten vaststelt. Prof. José Sanders, hoogleraar Communicatie in organisaties, is sinds 17 oktober 2023 de rector magnificus van de Radboud Universiteit. Zij is de opvolger van prof. dr. Han van Krieken. Vicevoorzitter is sinds 1 januari 2022 Agnes Muskens, collegevoorzitter was sinds 1 mei 2017 Daniël Wigboldus. Wigboldus is sinds 1 februari 2025 opgevolgd  door drs. Alexandra van Huffelen.
De Raad houdt toezicht op en adviseert het college van bestuur. Elk faculteitsbestuur leidt en beheert de faculteit en bepaalt de koers die de faculteit als geheel vaart. De Stichting Radboud universitair medisch centrum wordt bestuurd door de Raad van Bestuur van het Radboudumc.
De Radboud Universiteit kent tevens een aantal overlegorganen waarin de medezeggenschap en inspraak van studenten en medewerkers is geregeld: de Gezamenlijke Vergadering (GV), de Ondernemingsraad (OR) en Onderdeelcommissies (OC), de Universitaire Studentenraad (USR) en Facultaire Studentenraden (FSR) en de Opleidingscommissies (OLC).

### Ondersteunende diensten
Ter ondersteuning van onderwijs, onderzoek en bedrijfsvoering heeft de Radboud Universiteit verscheidene diensten met tientallen medewerkers, die ondergebracht zijn in Radboud Services.
De volgende diensten en afdelingen vallen onder Radboud Services:
- Academic Affairs
- Bedrijfsbureau Radboud Services
- Campus & Facilities
- Finance & Control
- Human Resources
- Information & Library Services
- Marketing & Communications
- Programma Kwaliteitsverbetering

## Foto's

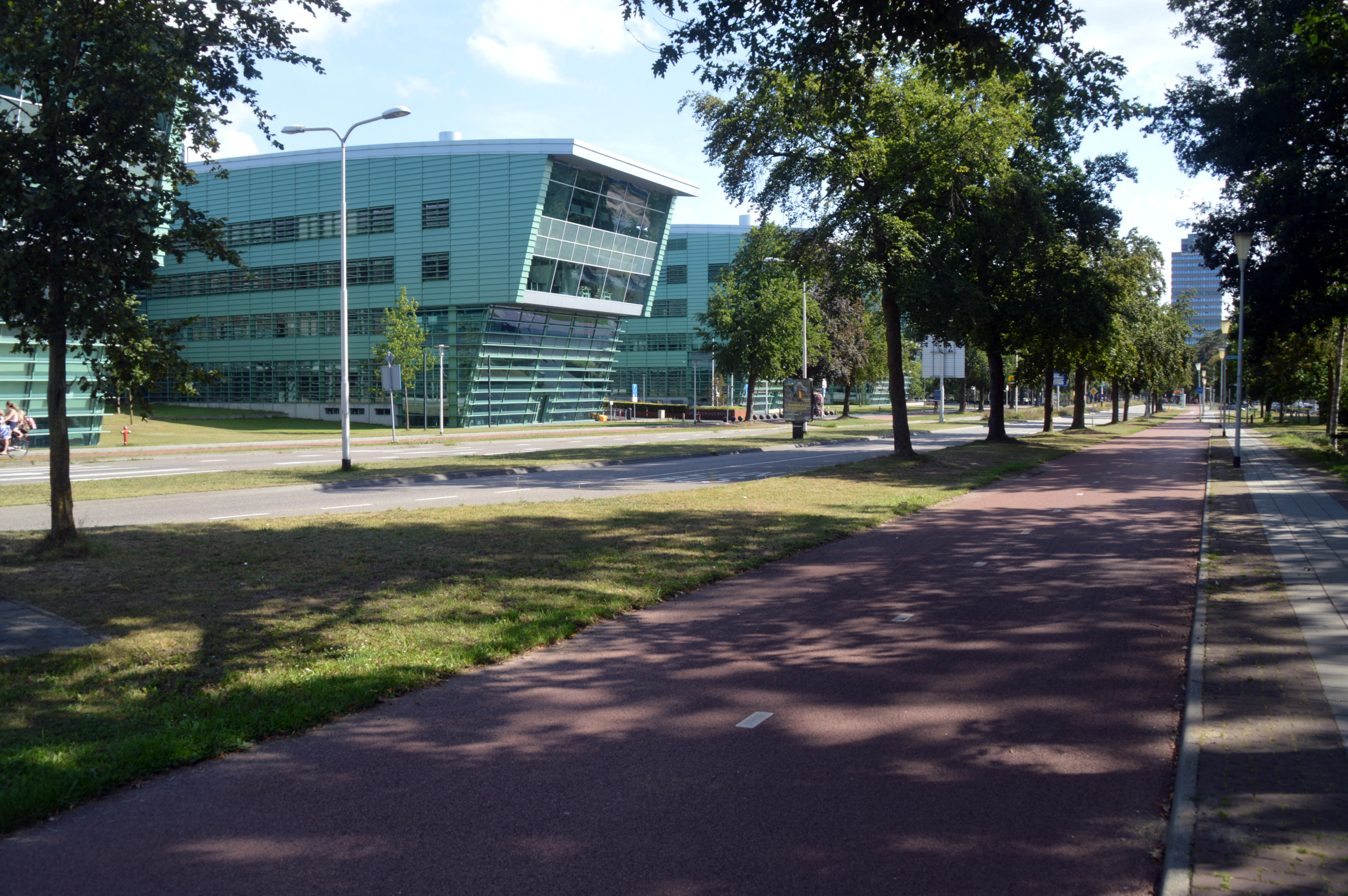
De vier vleugels van het Huygensgebouw met op de achtergrond het Erasmusgebouw
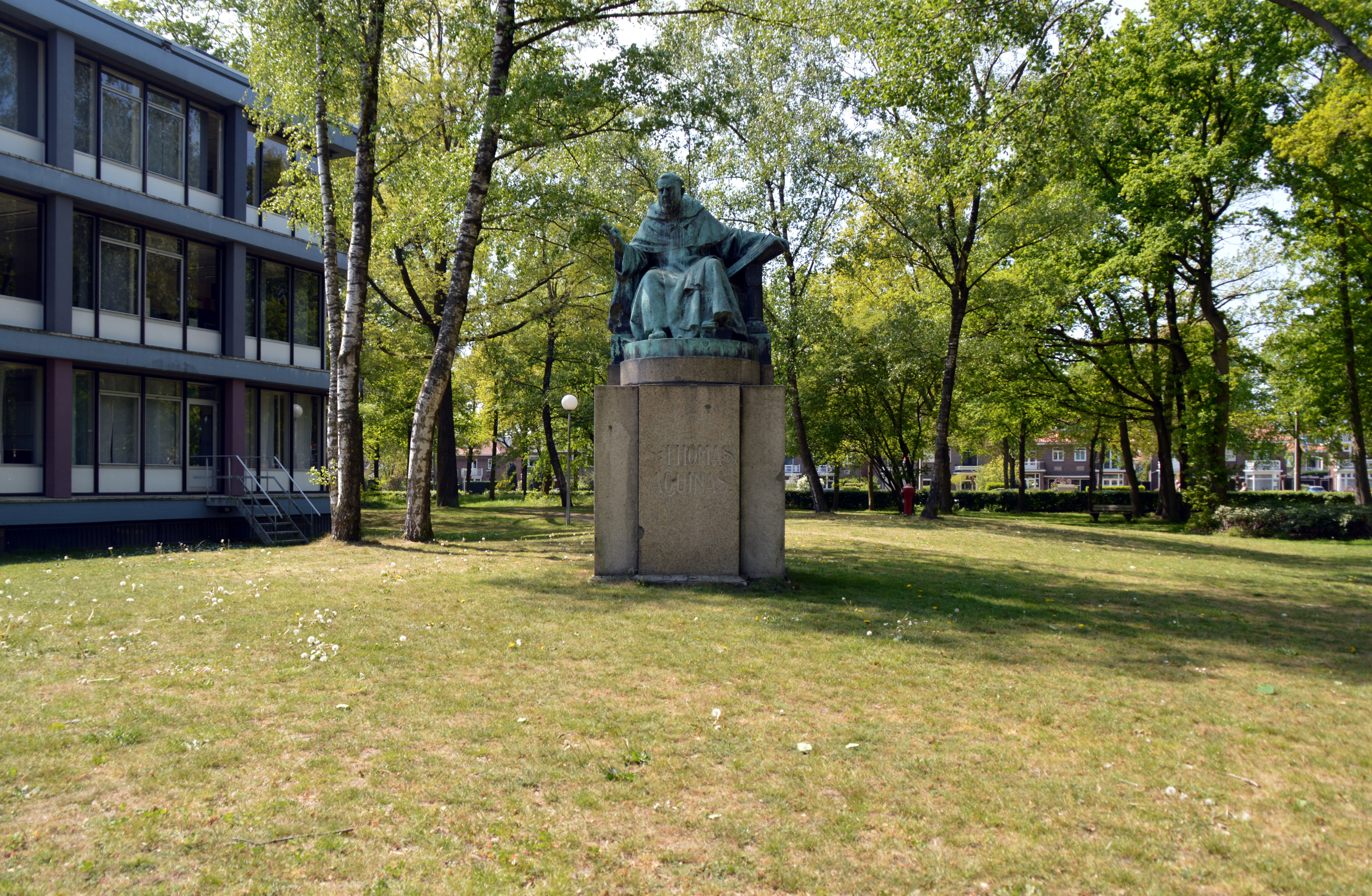
Beeld Thomas van Aquino (bij aula Radboud Universiteit)van August Falise
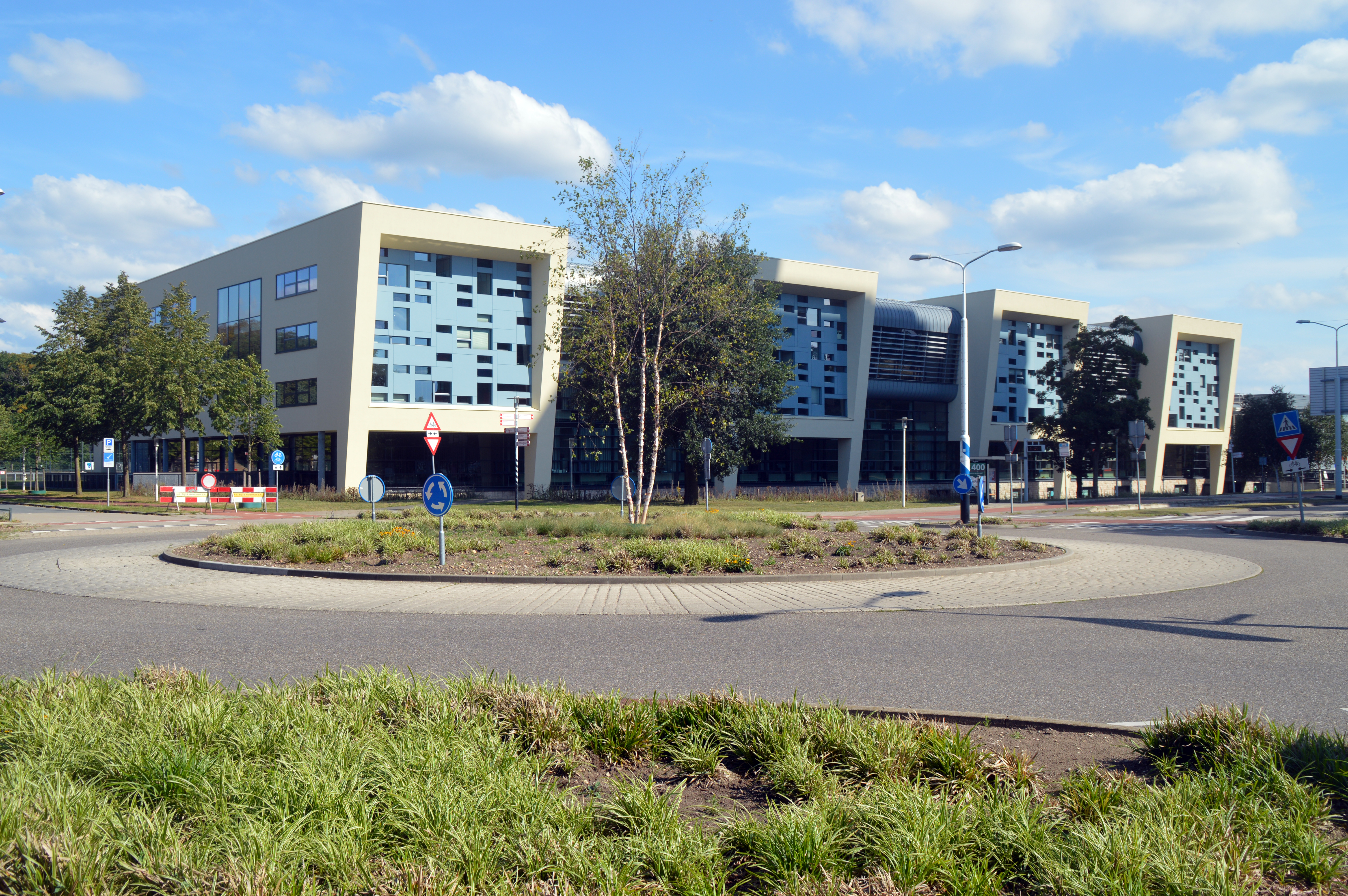
Gymnasion
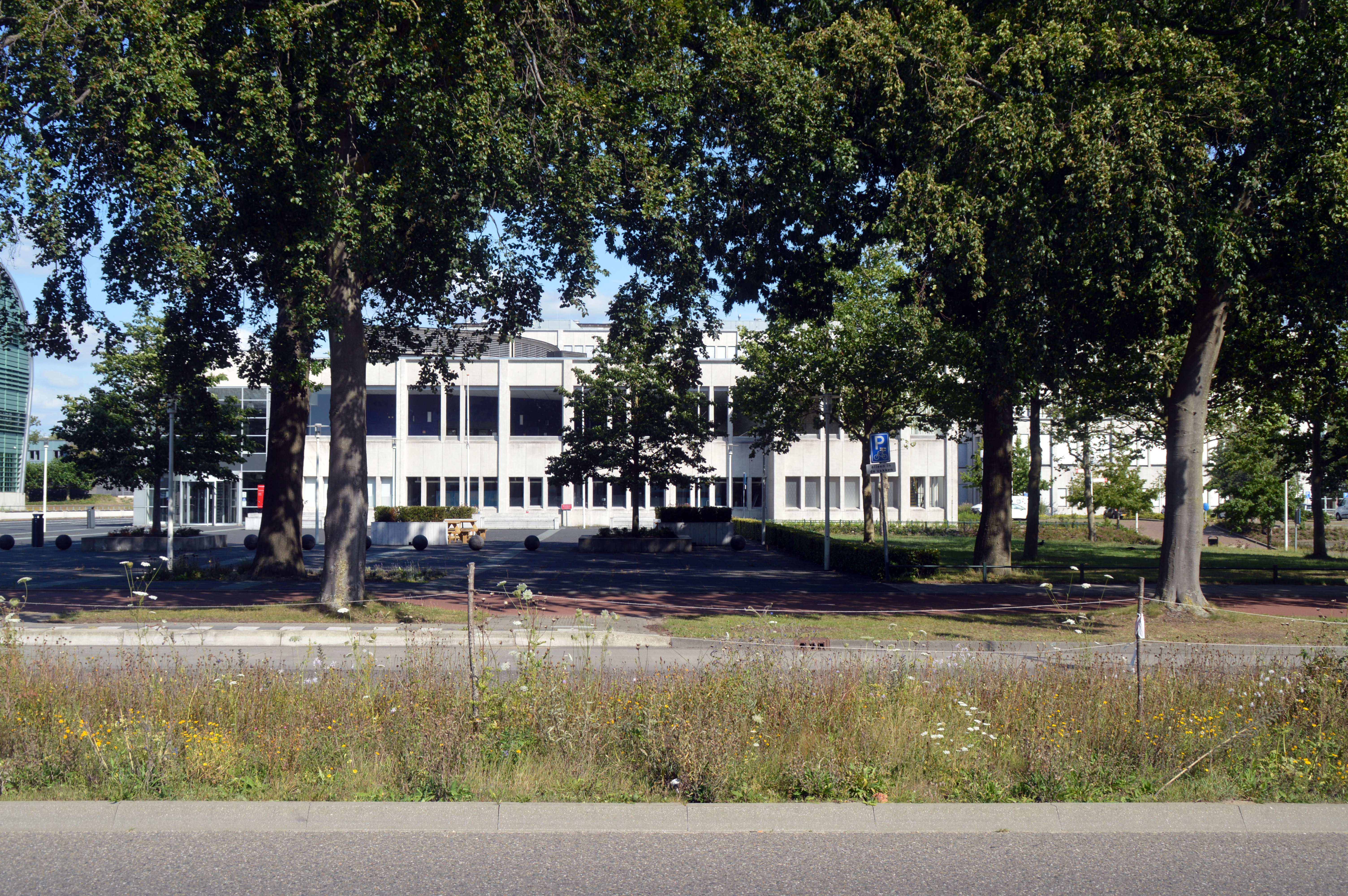
Linnaeusgebouw
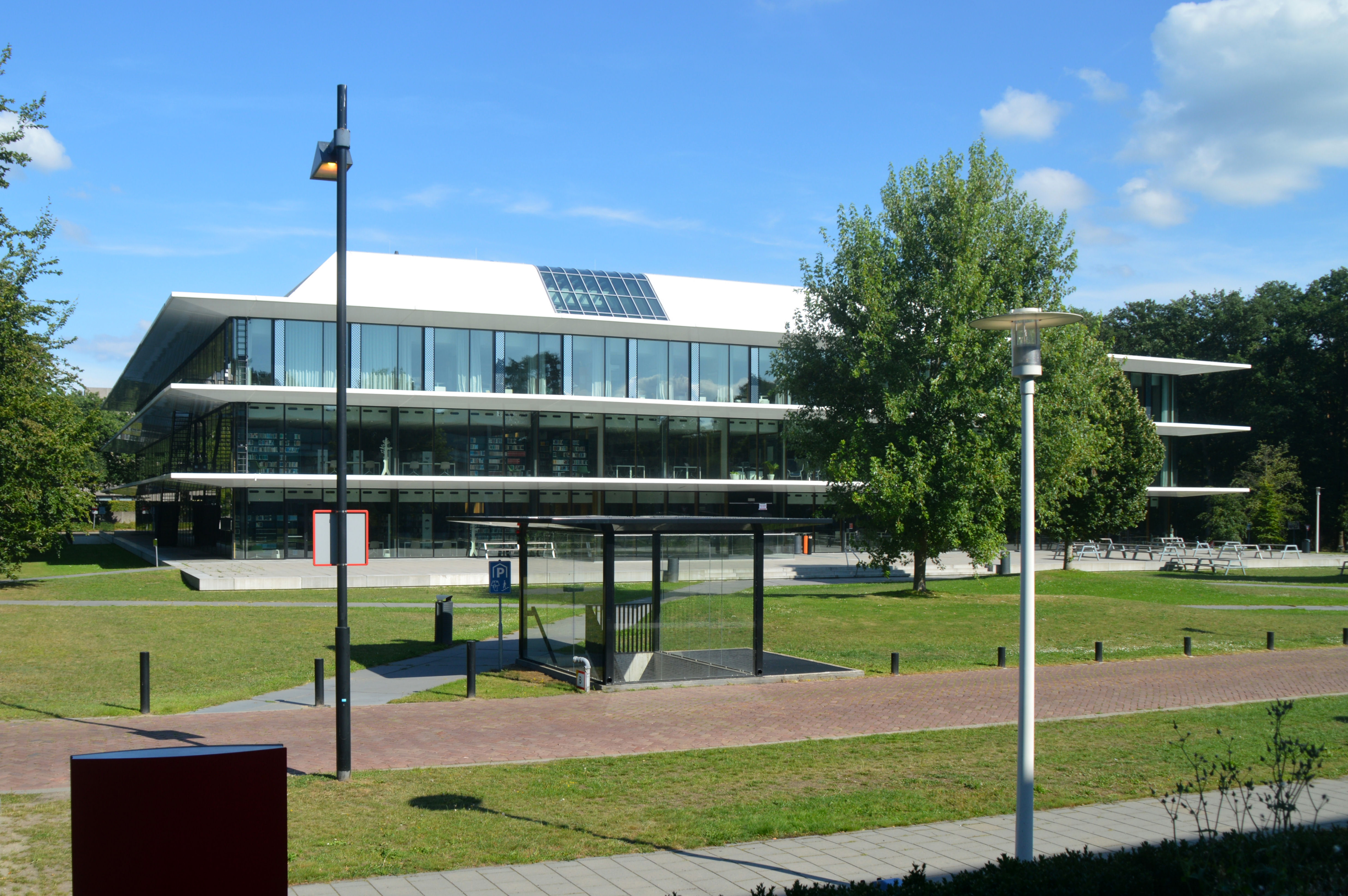
Het Grotiusgebouw Faculteit der Rechtsgeleerdheid
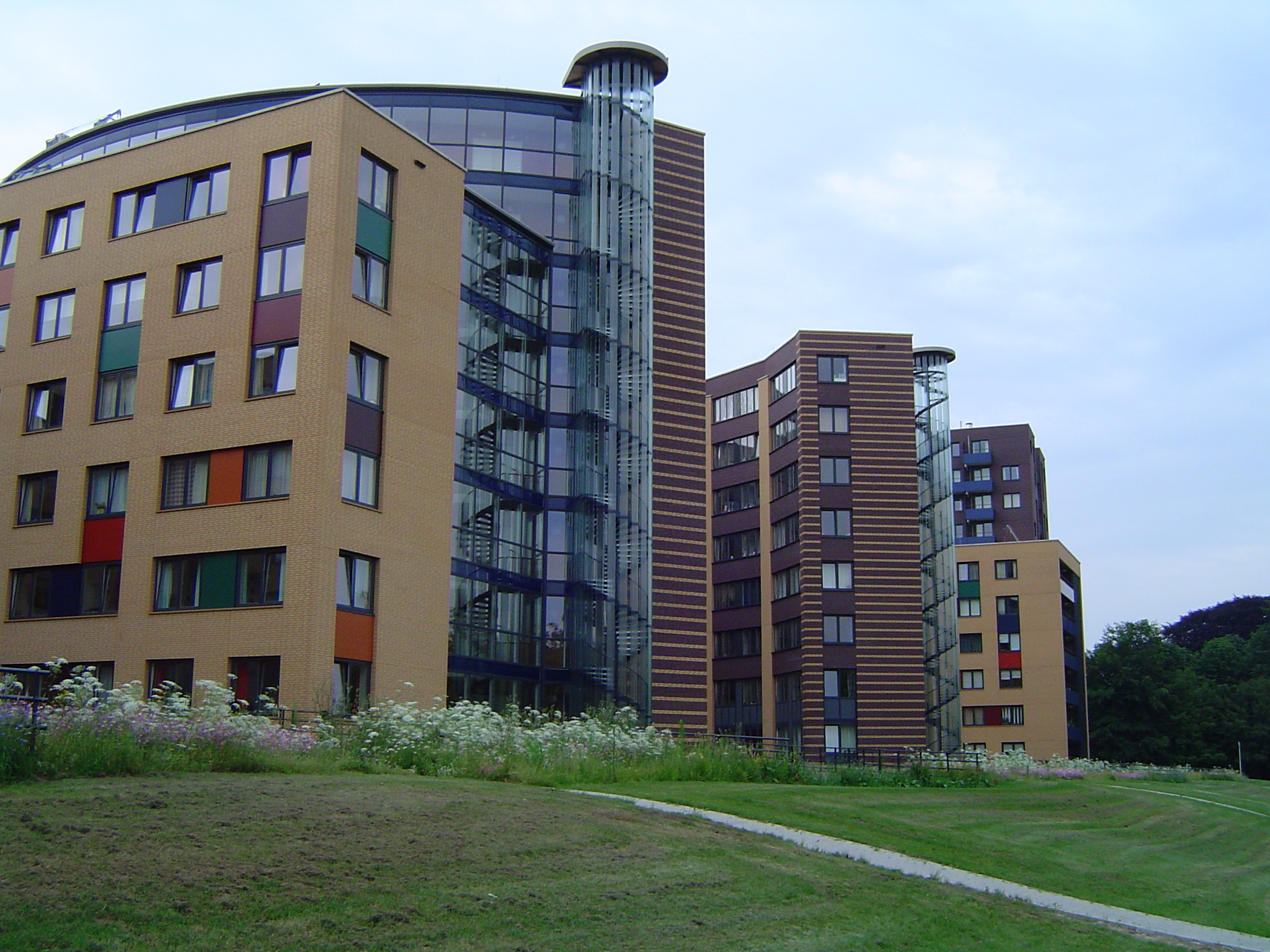
Studentenflats Sterrenbosch
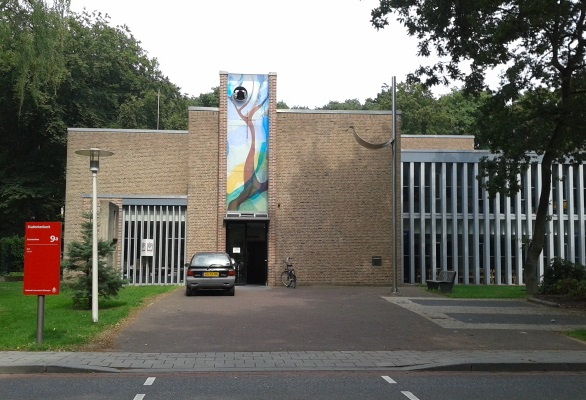
Studentenkerk

## Publicaties (selectie)
- Jan Brabers: Een zoet juk. Rectores magnifici van de Radboud Universiteit over hun rectoraat 1923-2014. Nijmegen, Valkhof Pers, 2014. ISBN 9789056254292
- 80 jaar KU Nijmegen - 80 objecten. Tachtig jaar Katholieke Universiteit Nijmegen in voorwerpen van wetenschap, geschiedenis en kunst. Nijmegen, 2003. ISBN 90-5710-154-8
- Proeven van eigen cultuur. Vijfenzeventig jaar Katholieke Universiteit Nijmegen 1923-1998. Dl. 1: 1923-1960, door Jan Brabers. Dl. 2: 1960-1998, door O. Schreuder. Nijmegen, Valkhof Pers, 1998. ISBN 90-5625-040-X